# Pere Serrano (organista)
Pere Serrano fou organista de La Seu d'Urgell el 1652. Pere Serrano va fer arribar una carta al Capítol de la catedral de Girona el 1652, oferint-se per ocupar el magisteri de l'orgue, la qual cosa també feu Jaume Salvador i Fontanals, organista de Santa Maria de Mataró. Finalment, fou Joan Verdalet qui va obtenir el magisteri de l'orgue de la catedral a causa de la renúncia que presentà Pere Serrano.